# Petar Lazić
Petar Lazić (Kosjerić, 25. septembar 1960 — Beograd, 11. septembar 2017) bio je srpski književnik, novinar, publicista i univerzitetski profesor. Lazić je bio jedan od najuglednijih satiričara, prevođen je na tridesetak jezika i zastupljen je u više od sto svetskih antologija, enciklopedija, leksikona i zbornika.

## Karijera
Novinarsku karijeru započeo je u studentskom radio programu „Indeks 202” kao redaktor dnevne emisije 1982. godine. Od 1984. do ukidanja 1996. bio je autor tekstova, reditelj i “doživotni” urednik „Indeksovog radio pozorišta” (satirični radio kabare koji je po svim istraživanjima bio najslušanija radijska emisija u istoriji SFRJ i SRJ). Paralelno sa radom u „Indeksovom radio pozorištu”, Lazić je u listu Mladost uređivao satiričnu rubriku „Ovoj zemlji je potrebna mladost”, a potom u magazinu Duga satiričnu rubriku „Duga iza oblaka”. Bio je urednik u izdavačkoj zadruzi Beletra a u izdavačkoj kući Danga direktor i glavni i odgovorni urednik.
Od sredine devedesetih do danas bio je glavni i odgovorni urednik satiričnog lista Naša krmača, direktor i glavni i odgovorni urednik satirično-političkog magazina Bre!, direktor i glavni i odgovorni urednik dnevnog lista Glas javnosti, pomoćnik odgovornog urednika dnevnog lista Blic i pomoćnik glavnog i odgovornog urednika programa Beograd 202.
Pored „Indeksa 202”, „Indeksovog radio pozorišta”, radio drama, kao i velikog broja pojedinačnih autorskih emisija na svim programima Radio Beograda – na Radio Pingvinu Lazić je vodio i uređivao autorski serijal pod nazivom „Emisija koju nisu pojeli skakavci”, koji su beogradski novinari u anketi proglasili za najbolju radijsku emisiju u 1995. godini, odmah ispred „Indeksovog radio pozorišta”, dok je ona u isto vreme te godine bila druga po slušanosti u Srbiji, iza „Indeksovog radio pozorišta”. Od 2003. do 2005. uređivao je i vodio na talasima Beograda 202 veoma slušanu emisiju „Bre 202” (koju je radio sa ekipom saradnika iz magazina Bre!), iz koje su objavljena dva CD-a sa songovima, kao i dva CD-a sa emisijama. Od 2008. uređivao je i vodio na programu Beograd 202 emisiju „Crno-beli svet”, a od 2014. do 2016. godine emisije „Crna rupa” i „Umesto crne rupe”.
Novinske i publicističke tekstove, prozu, poeziju i aforizme, kao i stručne i naučne radove Lazić je objavljivao u stotinak listova i časopisa u Srbiji i svetu. Stalne kolumne pisao je za: Književnu reč, Nin, Liberal, Bre!, Crtu, Marku, Glas javnosti, Blic i Ilustrovanu politiku. Feljtone je objavljivao u Glasu javnosti i Ninu.
Za ista dela, za koja je nagrađivan – privođen je i podizane su krivične optužnice, isključivo zbog “Vređanja imena i dela predsednika države”, u periodu pre i za vreme režima Slobodana Miloševića.
Na Fakultetu za medije i komunikacije u Beogradu držao je nastavu iz predmeta: Veština ubeđivanja u medijima, Kritička literatura i retorika, Retorika i javni nastup, Komunikacija i tehnika ubeđivanja (osnove) i Komunikacija i tehnika ubeđivanja (polemike i debate).
Bio je šef poslaničke grupe (DEPOS–ND) u Skupštini Srbije, kao i potpredsednik skupštinskog Odbora za kulturu i informisanje. U junu 1994. podneo je ostavke na sve funkcije. Jedini je šef poslaničke grupe u istoriji srpskog parlamenta koji je podneo ostavku na tu funkciju i napustio Skupštinu.
Njegova dela se nalaze u najprestižnijim svetskim izborima, poput engleske enciklopedije „2000 Outstanding Intellectuals of the 21st Century“, zatim u antologijama: ruskoj „Антология мудрости“, italijanskoj “I più grandi saggi”, francuskoj “Les plus grands esprits”, i tako dalje.
Živeo je i radio u Beogradu.

## Dela
- Zaustavite planetu hoću da siđem (1982) – poezija
- Na zubatom suncu (1988) – satirični aforizmi (pet izdanja)
- Heroji Bulevara revolucije (1990) – tekstovi za “Indeksovo radio pozorište” (dva izdanja)
- Opelo za mrtvo more (1994) – satirična poezija (četiri izdanja)
- Godine zapleta (1997) – tekstovi za “Indeksovo radio pozorište” (dva izdanja)
- Kratka istorija duše[2] (2001) – proza (tri izdanja)
- Nema malih uloga (2002) – publicistika (tri izdanja)
- Breleške (2002) – publicistika (dva izdanja)
- Mali veliki ljudi (2004) – dečiji aforizmi (dva izdanja)
- Carstvo zemaljsko (2005) – satirični aforizmi (dva izdanja)
- Šljiva, bre (2007) – multidisciplinarna monografija (dvojezično na srpskom i engleskom)
- Obećana zemlja (2009) – publicistika
- Ateriranje nebeskog naroda 1 (2009) – publicistika
- Ateriranje nebeskog naroda 2 (2009) – publicistika
- Savršena samoubistva (2011) – roman

### Izbori iz stvaralaštva
(godine izdavanja originalnih knjiga na srpskom jeziku)
- Izabrana satira (satirična poezija i aforizmi, 1998) – u jednoj knjizi (dvojezično na srpskom i gruzijskom) (dva izdanja)
- Izabrana književnost (2005) – u pet knjiga
- Izabrana publicistika (2009) – u pet knjiga
- Bila jednom jedna emisija (izbor tekstova za „Indeksovo radio pozorište”, 2009) – u jednoj knjizi

## Spoljašnje veze
- Enciklopedija „Ko je ko u svetu stvaralaštva”.
- Политика